# شهرك محمد رضا (آبجدان)
شهرك محمد رضا (بالفارسية: شهرک محمدرضااسدپور) هي منطقة سكنية تقع في إيران في قسم آبجدان الريفي. يقدر عدد سكانها بـ 1,045 نسمة .